# Indigo Nights
Indigo Nights är ett livealbum av Prince som släpptes i september 2008. Under 2007 spelade Prince 21 konserter i London på O2-arenan. Albumet innehåller låtar från eftershowerna på IndigO2, en mindre arena som ligger under samma tak som O2-arenan i O2-anläggningen. Albumet säljs ihop med boken 21 Nights, en bok med 124 bilder som skildrar Princes liv under konsert-perioden. Boken innehåller även Princes poesi och sångtexter.

## Låtlista
1. 3121 - 7:43
2. Girls And Boys - 4:05
3. Song Of The Heart - 1:40
4. Delirious - 2:01
5. Just Like You (monolog) - 2:49
6. Satisfied - 6:19
7. Beggin' Woman Blues (tidigare outgiven låt) - 6:42
8. Rock Steady (med Beverly Knight, cover av Aretha Franklin-låt) - 6:37
9. Whole Lotta Love (cover av Led Zeppelin-låt) - 4:42
10. Alphabet Street - 6:09
11. Indigo Nights (tidigare outgiven låt) - 3:40
12. Misty Blue (med Shelby J., cover av Ella Fitzgerald-låt) - 4:26
13. Baby Love (med Shelby J., cover av Mother's Finest-låt) - 3:54
14. The One - 9:57
15. All The Critics Love U In London (ny version av Prince-låten "All The Critics Love You In New York" från albumet 1999) - 7:06